# Ciona intestinalis
Ciona intestinalis é um urocordado. A sua posição basal na filogenia dos cordados tornam-no um modelo atractivo para estudos sobre a evolução dos vertebrados. O seu desenvolvimento é muito rápido e absolutamente reprodutivel de um indivíduo a outro, permitindo estudar muito mais facilmente o desenvolvimento precoce do organismo. Possui um genoma compacto (recentemente sequenciado), sem as duplicações características de outros cordados, o que facilita o estudo funcional dos seus genes. Por todos estes motivos este organismo tem-se tornado cada vez mais popular para o estudo do desenvolvimento e evolução dos cordados.